# Tuba (Benguet)
Tuba è una municipalità di seconda classe delle Filippine, situata nella Provincia di Benguet, nella Regione Amministrativa Cordillera.

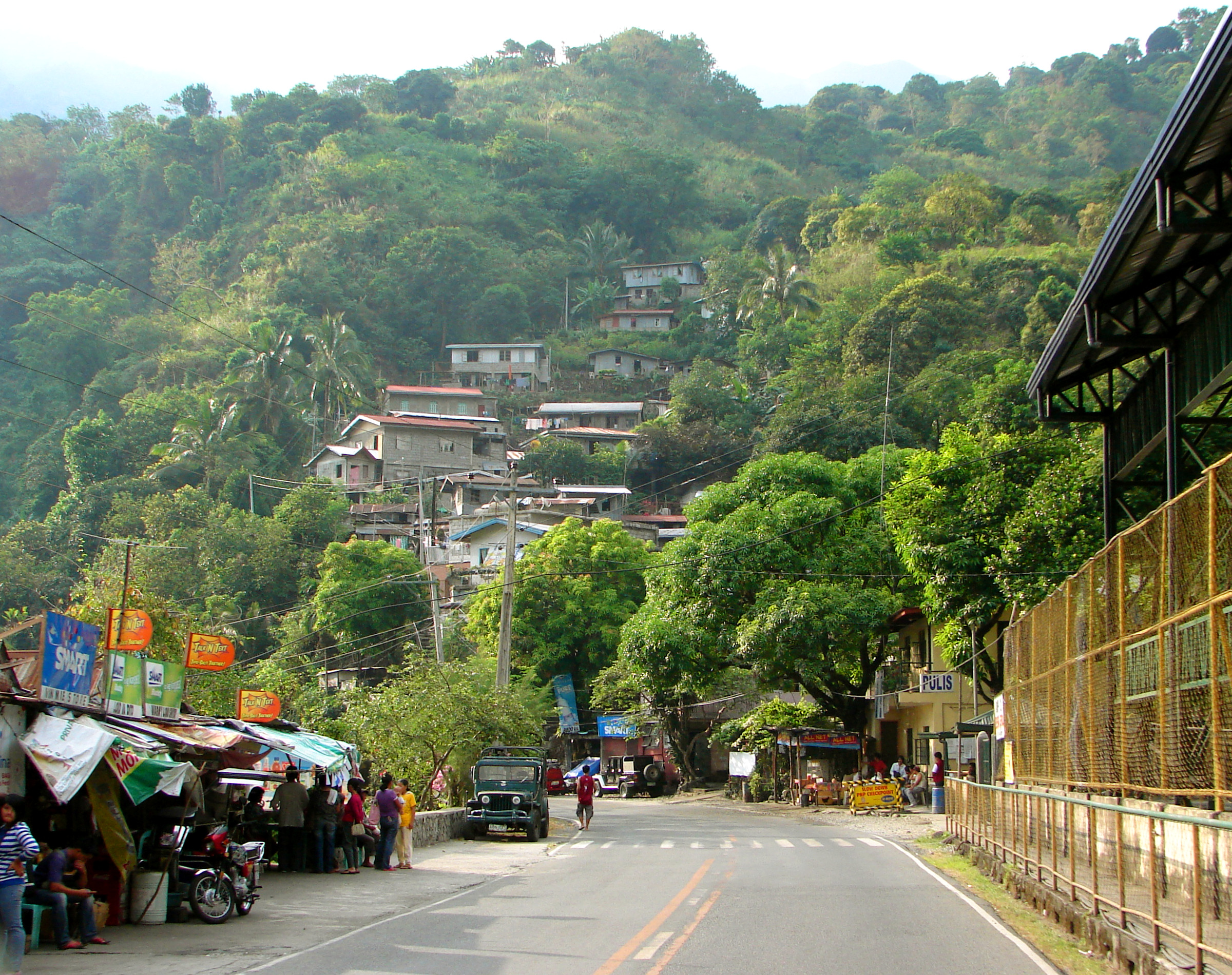
Camp 3

Tuba è formata da 13 baranggay:
- Ansagan
- Camp 1
- Camp 3
- Camp 4
- Nangalisan
- Poblacion
- San Pascual
- Tabaan Norte
- Tabaan Sur
- Tadiangan
- Taloy Norte
- Taloy Sur
- Twin Peaks